# Stelinha
Stelinha é um filme brasileiro de 1990, do gênero drama, dirigido por Miguel Faria Jr., com roteiro de Rubem Fonseca.

## Sinopse
Um jovem cantor de rock encontra a heroína de sua infância, uma famosa cantora de MPB e ex-ídolo do rádio, hoje decadente, solitária e alcoólatra.

## Elenco
- Esther Góes .... Stelinha
- Marcos Palmeira .... Eurico
- Lília Cabral .... Chris
- Ana Beatriz Nogueira .... Marta
- Adriana Calcanhoto .... voz da Stelinha
- Pedro Cardoso .... barman
- Eduardo Conde .... Veloso
- Stella Freitas .... secretária
- André Barros .... sacristão
- Guilherme Karan .... cabeleireiro
- João Camargo .... cabeleireiro
- José Lewgoy .... padre
- Emiliano Queiroz .... Alcides
- João Signorelli
- Rosita Thomaz Lopes .... cartomante
- Paulo Reis .... gigolô
- Ilva Niño .... mendiga
- Clemente Viscaíno .... homem da rua

## Principais prêmios e indicações
Festival de Gramado 1990 (Brasil)
- Venceu na categoria Melhor Filme, escolhido pelo Júri Popular
- Recebeu o Prêmio Kikito nas categorias de Melhor Atriz (Esther Góes), Melhor Figurino (Carlos Prieto), Melhor Direção (Miguel Faria Jr.), Melhor Filme, Melhor Música Original (Edgar Duvivier), Melhor Roteiro, Melhor Som, Melhor Edição de Som, Melhor Ator Coadjuvante" (Emiliano Queiroz), Melhor Atriz Coadjuvante (Stella Freitas).
- Recebeu o Prêmio Kikito da Crítica.

Troféu APCA 1992 (Associação Paulista de Críticos de Arte, Brasil)
- Venceu nas categorias de Melhor Atriz (Esther Góes) e Melhor Roteiro (Rubem Fonseca).